# Atrophothele socotrana
Atrophothele socotrana is een spinnensoort uit de familie Barychelidae. De soort komt voor in Socrota.